# 1916 v loďstvech
Tento článek obsahuje významné události v oblasti loďstev v roce 1916.

## Události
- Ve dnech 31. května a 1. června proběhla největší námořní bitva první světové války – bitva u Jutska.
- V USA objednána stavba bitevních lodí třídy Colorado.

## Lodě vstoupivší do služby
- 13. ledna –  HMS Valiant – bitevní loď třídy Queen Elizabeth

- 28. ledna –  HMS Malaya – bitevní loď třídy Queen Elizabeth

- 13. března –  Andrea Doria – dreadnought třídy Andrea Doria

- 24. března –  HMS Revenge – bitevní loď třídy Revenge

- 2. dubna –  SMS Brummer – minový křižník třídy Brummer

- 18. dubna –  HMS Royal Sovereign – bitevní loď třídy Revenge

- 1. května –  HMS Royal Oak – bitevní loď třídy Revenge

- 16. května –  SMS Wolf – pomocný křižník

- červenec –  Lorraine – bitevní loď třídy Bretagne

- 1. července –  SMS Bremse – minový křižník třídy Brummer

- 18. srpna –  HMS Repulse – bitevní křižník třídy Renown

- 20. září –  HMS Renown – bitevní křižník třídy Renown

- 7. prosince –  HMS Resolution – bitevní loď třídy Revenge

## Lodě vystoupivší ze služby
- 25. dubna –  Živučij – torpédoborec třídy Zavidnyj (potopen na minách)

- 1. června –  SMS Wiesbaden – lehký křižník stejnojmenné třídy (potopen v bitvě u Jutska)

- 21. listopadu –  RMS Britannic – zaoceánský parník třídy Olympic (potopen)